# 독일유산학술협회
독일유산학술협회(독일어: Forschungsgemeinschaft Deutsches Ahnenerbe 포르슝스게마인샤프트 도이체스 아넨에르베[*])는 나치 독일에서 독일인의 고고학사 및 문화사를 연구하기 위한 목적으로 만든 기관이다. 1935년 7월 1일 하인리히 힘러, 헤르만 비르트, 리하르트 발터 다레가 발기인이 되어 설립했다. 흔히 "유산"이라는 뜻의 아넨에르베(독일어: Ahnenerbe [ˈaːnənˌɛʁbə][*])라고 흔히 알려져 있다. 아넨에르베는 노르드 인종이 한때 세계를 지배했다는 신화적 학설을 검증하기 위한 탐사를 진행하기도 했다. 본래 아넨에르베는 상술했다시피 고고학적 연구가 본 목적이었으나, 하인리히 힘러의 오컬트적 취향때문에 오컬트 과학 단체로 변질되었다.

## 같이 보기
- 도이치 물리학
- 툴레 협회
- 국학 (일본사)